# Вооружённые силы Омана
Вооружённые силы Омана (араб. الجيش العماني‎) — военная организация Султаната Оман, предназначенная для защиты свободы, независимости и территориальной целостности государства. Состоят из сухопутных войск, военно-морских сил и военно-воздушных сил.

## История
До 1954 года, когда Саид бин Таймур стал правителем Маската и Омана, защита региона гарантировалась договорами с Британской империей. Единственными вооруженными силами в Маскате и Омане были племенные сборы и дворцовая гвардия, набранная из Белуджистана в Пакистане (из-за исторической причуды, по которой султан также владел портом Гвадар). До этого года был спор с Саудовской Аравией по поводу права собственности на оазис Бурайми, который был важен для прав на разведку нефти.
В июле 1970 года, когда султан Саид бен Таймур был свергнут Вооруженные силы Омана насчитывали всего 4.000 человек (в основном наемники). К 1973 году ВС Омана насчитывали порядка 13.000 человек.
Британцы с помощью оманских офицеров создали курсы подготовки офицеров для арабских офицеров из Омана и Иордании, а также офицеров-белуджей, набранных из Пакистана. К концу 1971 года в Омане числился 21 офицер. К концу 1972 года это число было увеличено до 100 офицеров, а остальные учились в Иорданской военной академии и Королевской военной академии в Сандхерсте. Развитие данной программы шла полным ходом. Рядовые вооруженных сил Омана проходили обучение в течение шести месяцев, прежде чем они присоединились к своим подразделениям. Инструкторы Учебного полка вооруженных сил Султана первоначально набирали офицеров-контрактников и унтер-офицеров из британской армии, а также из Иордании и других стран Персидского залива. С течением времени к ним присоединилось больше арабских и белуджских инструкторов.
Военный потенциал Омана возрос с увеличением расходов на военные нужды, а также благодаря дополнительной помощи из-за рубежа. От примерно 3800 военнослужащих в 1970 году, к в марту 1972 года численность вооруженных сил выросло до 7500, в июне 1974 года — до 10 300 и в декабре 1975 года — до 18 300.
Нефтяные доходы позволяли султану закупать все больше вооружения. Так, в период с 1967 по 1975 гг. Оман закупил оружия на сумму $67 млн. и $114 млн. в период между 1973 и 1977 годами. Хотя США, Франция, Италия, Канада, Иордания, Иран и Саудовская Аравия поставляли оружие Оману, самое современное оружие Маскату поставлялось Соединенным Королевством.

## Общие сведения
| Вооружённые силы Омана                                          | Вооружённые силы Омана |
| --------------------------------------------------------------- | --- |
| Виды вооружённых сил:                                           | Королевская армия Омана; Королевские морские силы Омана; Королевские воздушные силы Омана.(по данным на 2010 год) Гвардия султана Омана                                          |
| Призывной возраст и порядок комплектования:                     | Вооружённые силы Омана комплектуются исключительно на добровольной основе, подданными Омана, в возрасте 18—30 лет; призыв на воинскую службу отсутствует.(по данным на 2010 год) |
| Человеческие ресурсы, доступные для воинской службы:            | мужчины в возрасте 16—49: 985 957 женщины в возрасте 16—49: 737 812 (2010 оценочно)                                                                                              |
| Человеческие ресурсы, пригодные для воинской службы:            | мужчины в возрасте 16—49: 837 886 женщины в возрасте 16—49: 642 427 (2010 оценочно)                                                                                              |
| Человеческие ресурсы, ежегодно достигающие призывного возраста: | мужчины: 31 959 женщины: 30 264 (2010 оценочно) |
| Военные расходы — процент от ВВП:                               | 11,4 % (по данным на 2005 год), 1 место в мире |